# Sven Olof Asplund

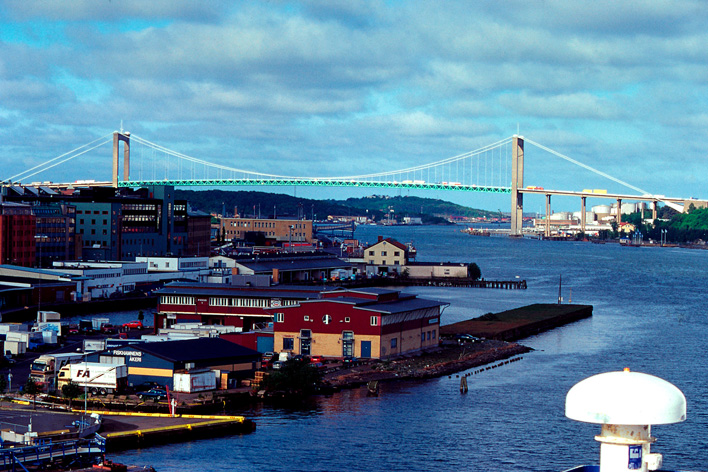
Älvsborgsbron - en av Asplunds konstruktioner.

Sven Olof Asplund, född 16 juni 1902 i Sköns församling, död 8 juli 1984 i Göteborg, var konstruktör och professor i brobyggnad respektive byggnadsstatik på Chalmers tekniska högskola mellan åren 1950 och 1967.
Asplund studerade vid Kungliga Tekniska högskolan och blev 1924 civilingenjör i väg- och vattenbyggnad. Asplund arbetade därefter fyra år i USA som brokonstruktör och drev egen ingenjörsfirma i Örebro med inriktning mot brokonstruktion. Han disputerade 1943 vid KTH på en doktorsavhandling relaterad till brokonstruktion. År 1950 blev han innehavare av en nyinrättad professur i brobyggnad på Chalmers, och 1954 övergick han till professuren i byggnadsstatik, som hade blivit vakant i samband med Sven Hultins bortgång, och verkade där fram till sin pensionering 1967. Asplund innehade Chalmers första dator. I Teknisk tidskrift säger han: "Jag förstår inte hur vi skulle kunna avvara en datamaskin".
Asplund var en av pionjärerna vid introduktionen av moderna datorbaserade analysmetoder inom byggnadskonsten. Under åren 1952 till 1977 ledde han en konsulterande ingenjörsbyrå i Göteborg. Bland firmans uppdrag kan nämnas projekteringen av Älvsborgsbron i Göteborg, taket på Ullevi och Kaknästornet i Stockholm.
Han var son till disponent Gustaf Asplund och textilkonstnär Signe Asplund, född Sandqvist. Sven Olof Asplund är begravd på Längbro kyrkogård i Örebro.